# Traité de Ceprano
Le Traité de Ceprano (Ceprano) fut conclu le 29 juin 1080 entre le Pape Grégoire VII et les Normands. Aux termes de cet accord, le Pape fit alliance avec Robert Guiscard et reconnut ses conquêtes.